# Teatro Carlos Câmara
O Teatro Carlos Câmara é um equipamento cultural localizado no centro de Fortaleza, sob a gestão do Governo do Ceará, por meio da Secretaria da Cultura do Estado.

## História
O teatro foi inaugurado no dia 5 de outubro de 1974, pelo governador César Cals (1926-1991). O espaço passou a ser conhecido como Teatro da Emcetur, pela proximidade com o primeiro equipamento turístico do Estado, inaugurado um ano antes, hoje denominado Centro de Turismo. Era, portanto, ponto de encontro de turistas, além de outros frequentadores do Centro da cidade, como artistas, intelectuais e vendedores e consumidores das lojas do bairro. O Governo do Estado elegeu 1974 como o ano da cultura no Ceará, inaugurando ao mesmo tempo também uma emissora de televisão - a TV Educativa (hoje TV Ceará), realizando uma grande reforma no Theatro José de Alencar e criando os jardins contíguos a esse equipamento, projeto do paisagista Roberto Burle Marx (1909-1994).
Durante a década de 1970, o Teatro da Emcetur se tornou um dos mais ativos espaços da cidade nas artes cênicas, recebendo jovens companhias cearenses e badaladas atrações nacionais. Ele surgiu ainda sob a efervescência de um período extremamente frutífero para a atividade teatral cearense, que começou na década anterior. No entanto, 20 anos depois de inaugurado, a falta de manutenção fez com que o Teatrinho da Emcetur fosse fechado, em 1994. O equipamento só veio a ser reinagurado no dia 5 de setembro de 2012, pelo governador Cid Gomes, que devolveu a Fortaleza um teatro reformado, ampliado e com novo nome, para homenagear o teatrólogo Carlos Câmara (1881-1939), que em 1918 fundou em Fortaleza o Grêmio Dramático Familiar, onde encenava peças de autoria própria, cujos textos eram marcados pela crítica de costumes e adaptados para a linguagem popular, valorizando a irreverência e o jeito próprio de ser cearense. A sugestão do nome de Carlos Câmara havia sido apresentada, ainda bem antes da reforma, pelo ator e diretor Ricardo Guilherme, também um pesquisador da obra do teatrólogo cearense.

## Capacidade
Com uma área construída de 2.664 metros quadrados, o equipamento tem uma área total de 3.334,85m², que inclui um amplo pátio externo, um hall de entrada e o teatro propriamente dito, com um palco de 110m² e 368 assentos, sendo 130 na parte superior e 234 na parte inferior.